# Juan Antonio Guerrero Alves
Juan Antonio Guerrero Alves SJ (ur. 20 kwietnia 1959 w Meridzie) – hiszpański duchowny rzymskokatolicki, jezuita, w latach 2019–2022 prefekt Sekretariatu ds. Gospodarczych Stolicy Apostolskiej.

## Życiorys
Juan Antonio Guerrero Alves urodził się 20 kwietnia 1959 w Merida. Po ukończeniu szkoły średniej w 1979, wstąpił do nowicjatu Towarzystwa Jezusowego. Święcenia prezbiteratu przyjął 30 maja 1992.
Uzyskał następujące stopnie naukowe: 1986: licencjat z ekonomii, a także z filozofii i literatury (1993) na Uniwersytecie Autonomicznym w Madrycie; 1994: licencjat z teologii na Papieskim Uniwersytecie w Comillas.
Po święceniach piastował następujące stanowiska: 1994–1997 oraz 1999–2003: profesor filozofii społecznej i politycznej na Papieskim Uniwersytecie Comillas; 2003–2008: mistrz nowicjatu jezuickiego w Hiszpanii; 2008–2014: prowincjał prowincji Kastylia; 2015–2017: skarbnik jezuitów w Mozambiku; 2016–2017: dyrektor Kolegium św. Ignacego Loyoli w Mozambiku; 2017–2019: delegat Przełożonego Generalnego ds. Domów i dzieł międzyprowincjalnych w Rzymie oraz Radny Generalny Towarzystwa Jezusowego.
14 listopada 2019 papież Franciszek mianował go prefektem Sekretariatu ds. Gospodarczych Stolicy Apostolskiej, zastępując na tym stanowisku kardynała George'a Pella. W roku 2022 papież przyjął rezygnację Guerrero Alvesa z tego stanowiska.